# Roadracing-VM 2021
Världsmästerskapen i Roadracing 2021 arrangeras av Internationella motorcykelförbundet och innehåller klasserna MotoGP, Moto2 och Moto3 i Grand Prix-serien. Därutöver har klasserna Superbike, Supersport, Supersport 300, Endurance och Sidovagnsracing världsmästerskapsstatus. VM-titlar delas ut till bästa förare och till bästa konstruktör.
| Världsmästare i roadracing 2021 | Världsmästare i roadracing 2021            | Världsmästare i roadracing 2021 |
| Klass                           | Mästare individuellt                       | Mästare konstruktörer           |
| ------------------------------- | ------------------------------------------ | ------------------------------- |
| MotoGP                          | Fabio Quartararo (Yamaha)                  | Ducati                          |
| Moto2                           | Remy Gardner (Kalex)                       | Kalex                           |
| Moto3                           | Pedro Acosta (KTM)                         | KTM                             |
| Superbike                       | Toprak Razgatlıoğlu (Yamaha)               | Yamaha                          |
| Supersport                      | Dominique Aegerter (Yamaha)                | Yamaha                          |
| Supersport 300                  | Adrian Huertas (Kawasaki)                  | Yamaha                          |
| Endurance                       | Yoshimura SERT Motul (Suzuki)              | Yamaha                          |
| Sidvagn                         | Markus Schlosser/Marcel Fries (LCR-Yamaha) | -                               |

## Grand Prix
Grand Prix-klasserna i roadracing är MotoGP, Moto2 och Moto3. De körs tillsammans under sammanhållna tävlingshelger.

### Tävlingskalender
Liksom föregående år påverkades tävlingskalendern av covid 19-pandemin. Den 6 november 2020 publicerades en normal tävlingskalender för 2021 med preliminärt 20 Grand Prix. Redan den 2 januari måste inledningen av säsongen ändras. Tävlingarna i Argentina och USA sköts upp. Istället körs två race i Qatar och ett i Portugal. Därefter skulle normal kalender återupptas. Den 14 maj meddelades att Finlands Grand Prix som skulle körts den 11 juli var inställt på grund av Covid-19-situationen. Istället körs ett extra race på Red Bull Ring, Steiermarks Grand Prix den 8 augusti. Under juni och juli kom besked om att även Japans, Australiens och Thailands Grand Prix ställs in på grund av covid-relaterade reserestriktioner. Amerikas GP och Algarves GP ersätter de inställda tävlingarna.
| Omgång | Datum        | Grand Prix     | Bana                    | Segrare Moto3  | Segrare Moto2         | Segrare MotoGP    |
| ------ | ------------ | -------------- | ----------------------- | -------------- | --------------------- | ----------------- |
| 1      | 28 mars^1    | Qatar          | Losail                  | Jaume Masiá    | Sam Lowes             | Maverick Viñales  |
| 2      | 4 april      | Doha           | Losail                  | Pedro Acosta   | Sam Lowes             | Fabio Quartararo  |
| 3      | 18 april     | Portugal       | Portimäo                | Pedro Acosta   | Raúl Fernández        | Fabio Quartararo  |
| 4      | 2 maj        | Spanien        | Jerez                   | Pedro Acosta   | Fabio Di Giannantonio | Jack Miller       |
| 5      | 16 maj       | Frankrike      | Le Mans Bugatti         | Sergio García  | Raúl Fernández        | Jack Miller       |
| 6      | 30 maj       | Italien        | Mugello Circuit         | Dennis Foggia  | Remy Gardner          | Fabio Quartararo  |
| 7      | 6 juni       | Katalonien     | Circuit de Catalunya    | Sergio García  | Remy Gardner          | Miguel Oliveira   |
| 8      | 20 juni      | Tyskland       | Sachsenring             | Pedro Acosta   | Remy Gardner          | Marc Márquez      |
| 9      | 27 juni      | TT Assen       | TT Circuit Assen        | Dennis Foggia  | Raúl Fernández        | Fabio Quartararo  |
| 10     | 8 augusti    | Steiermark     | Red Bull Ring           | Pedro Acosta   | Marco Bezzecchi       | Jorge Martín      |
| 11     | 15 augusti   | Österrike      | Red Bull Ring           | Sergio García  | Raúl Fernández        | Brad Binder       |
| 12     | 29 augusti   | Storbritannien | Silverstone Circuit     | Romano Fenati  | Remy Gardner          | Fabio Quartararo  |
| 13     | 12 september | Aragoniens GP  | Motorland Aragón        | Dennis Foggia  | Raúl Fernández        | Francesco Bagnaia |
| 14     | 19 september | San Marino     | Misano                  | Dennis Foggia  | Raúl Fernández        | Francesco Bagnaia |
| 15     | 3 oktober    | Amerikas GP    | Circuit of the Americas | Izan Guevara   | Raúl Fernández        | Marc Márquez      |
| 16     | 24 oktober   | Emilia-Romagna | Misano                  | Dennis Foggia  | Sam Lowes             | Marc Márquez      |
| 17     | 7 november   | Algarves GP    | Portimäo                | Pedro Acosta   | Remy Gardner          | Francesco Bagnaia |
| 18     | 14 november  | Valencia       | Circuit Ricardo Tormo   | Xavier Artigas | Raúl Fernández        | Francesco Bagnaia |

Noter:
- ^1  - Kvällsrace i elljus.

### Poängräkning
De 15 främsta i varje race får poäng enligt tabellen nedan. Alla race räknas.
| Plats | 1  | 2  | 3  | 4  | 5  | 6  | 7 | 8 | 9 | 10 | 11 | 12 | 13 | 14 | 15 |
| ----- | -- | -- | -- | -- | -- | -- | - | - | - | -- | -- | -- | -- | -- | -- |
| Poäng | 25 | 20 | 16 | 13 | 11 | 10 | 9 | 8 | 7 | 6  | 5  | 4  | 3  | 2  | 1  |

## MotoGP

### Regeländringar
Till 2020 ändras regelverket tämligen lite.

### Team och förare 2021
Nya förare som tillkommer är Jorge Martín, Luca Marini, Enea Bastianini från Moto2 istället för Andrea Dovizioso, Cal Cruchlow, Andrea Iannone och Tito Rabat.
Märkesteam
- Repsol Honda: Marc Márquez fortsätter. Pol Espargaró från KTM ersätter Álex Márquez.
- Monster Yamaha: Maverick Viñales fortsätter. Fabio Quartararo byter plats med Valentino Rossi.
- Ducati Corse: Jack Miller och Franscesco Bagnaia ersätter Andrea Dovizioso som tar sabbatsår och Danilo Petrucci som går till Tech 3 KTM.
- Ecstar Suzuki: Alex Rins och Joan Mir fortsätter.
- Aprilia Gresini: Aleix Espargaró fortsätter. Oklart vem som ersätter dopingavstängde Andrea Iannone.
- KTM: Brad Binder fortsätter. Miguel Oliveira från Tech 3 KTM ersätter Pol Espargaró.

Satellitteam
- LCR Honda: Taakaki Nakagami fortsätter. Álex Márquez från Repsol Honda ersätter Cal Cruchlow som blir testförare för Yamaha.
- Tech 3 KTM: Iker Lekuona fortsätter. Danilo Petrucci ersätter Miguel Oliveira som går till KTM:s fabriksteam.
- Pramac Ducati: Johann Zarco från Avintia Ducati och Jorge Martín från Moto2  ersätter Jack Miller och Franscesco Bagnaia som går till Ducati Corse.
- Avintia Racing (Ducati): Luca Marini och Enea Bastianini ersätter Tito Rabat och Johann Zarco.
- Petronas Yamaha SRT: Franco Morbidelli fortsätter. Valentino Rossi byter plats med Fabio Quartararo.

### Startlista MotoGP
| Nr | Förare            | Nation         | Team                         | Motorcykel | GP           | Anmärkning            |
| -- | ----------------- | -------------- | ---------------------------- | ---------- | ------------ | --------------------- |
| 4  | Andrea Dovizioso  | Italien        | Petronas Yamaha SRT          | Yamaha     | 14-18        | Ersatte 21 Morbidelli |
| 5  | Johann Zarco      | Frankrike      | Pramac Racing                | Ducati     | 1-18         |                       |
| 6  | Stefan Bradl      | Tyskland       | Repsol Honda Team            | Honda      | 1-2, 17      | Ersatte 93 Márquez    |
| 6  | Stefan Bradl      | Tyskland       | Honda HRC                    | Honda      | 4, 14        | Wildcard              |
| 9  | Danilo Petrucci   | Italien        | Red Bull KTM Tech 3          | KTM        | 1-18         |                       |
| 10 | Luca Marini       | Italien        | Avintia Racing               | Ducati     | 1-18         |                       |
| 12 | Maverick Viñales  | Spanien        | Monster Energy Yamaha MotoGP | Yamaha     | 1-10         | Fick lämna teamet     |
| 12 | Maverick Viñales  | Spanien        | Aprilia Racing Team Gresini  | Aprilia    | 13-14, 16-18 | Ersatte 32 Savadori   |
| 20 | Fabio Quartararo  | Frankrike      | Monster Energy Yamaha MotoGP | Yamaha     | 1-18         |                       |
| 21 | Franco Morbidelli | Italien        | Petronas Yamaha SRT          | Yamaha     | 1-8          |                       |
| 21 | Franco Morbidelli | Italien        | Monster Energy Yamaha MotoGP | Yamaha     | 14-18        | Ersatte 12 Viñales    |
| 23 | Enea Bastianini   | Italien        | Avintia Racing               | Ducati     | 1-18         |                       |
| 26 | Dani Pedrosa      | Spanien        | Red Bull KTM Factory Racing  | KTM        | 10           | Wildcard              |
| 27 | Iker Lecuona      | Spanien        | Red Bull KTM Tech 3          | KTM        | 1-18         |                       |
| 30 | Takaaki Nakagami  | Japan          | LCR Honda Idemitsu           | Honda      | 1-18         |                       |
| 31 | Garett Gerloff    | USA            | Petronas Yamaha SRT          | Yamaha     | 9            | Ersatte 21 Morbidelli |
| 32 | Lorenzo Savadori  | Italien        | Aprilia Racing Team Gresini  | Aprilia    | 1-10         | Fick lämna teamet     |
| 32 | Lorenzo Savadori  | Italien        | Aprilia Racing Team Gresini  | Aprilia    | 16           | Wildcard              |
| 33 | Brad Binder       | Sydafrika      | Red Bull KTM Factory Racing  | KTM        | 1-18         |                       |
| 35 | Cal Crutchlow     | Storbritannien | Petronas Yamaha SRT          | Yamaha     | 10-11        | Ersatte 21 Morbidelli |
| 35 | Cal Crutchlow     | Storbritannien | Monster Energy Yamaha MotoGP | Yamaha     | 12-13        | Ersatte 12 Viñales    |
| 36 | Joan Mir          | Spanien        | Team Suzuki Ecstar           | Suzuki     | 1-18         |                       |
| 41 | Aleix Espargaró   | Spanien        | Aprilia Racing Team Gresini  | Aprilia    | 1-18         |                       |
| 42 | Álex Rins         | Spanien        | Team Suzuki Ecstar           | Suzuki     | 1-6, 8-18    |                       |
| 43 | Jack Miller       | Australien     | Ducati Lenovo Team           | Ducati     | 1-18         |                       |
| 44 | Pol Espargaró     | Spanien        | Repsol Honda Team            | Honda      | 1-18         |                       |
| 46 | Valentino Rossi   | Italien        | Petronas Yamaha SRT          | Yamaha     | 1-18         |                       |
| 51 | Michele Pirro     | Italien        | Pramac Racing                | Ducati     | 6            | Ersatte 89 Martín     |
| 51 | Michele Pirro     | Italien        | Ducati Lenovo Team           | Ducati     | 14, 16       | Wildcard              |
| 53 | Tito Rabat        | Spanien        | Pramac Racing                | Ducati     | 4-5          | Ersatte 89 Martín     |
| 63 | Francesco Bagnaia | Italien        | Ducati Lenovo Team           | Ducati     | 1-18         |                       |
| 73 | Álex Márquez      | Spanien        | LCR Honda Castrol            | Honda      | 1-18         |                       |
| 88 | Miguel Oliveira   | Portugal       | Red Bull KTM Factory Racing  | KTM        | 1-18         |                       |
| 89 | Jorge Martín      | Spanien        | Pramac Racing                | Ducati     | 1-3, 7-18    |                       |
| 93 | Marc Márquez      | Spanien        | Repsol Honda Team            | Honda      | 3-16         |                       |
| 96 | Jake Dixon        | Storbritannien | Petronas Yamaha SRT          | Yamaha     | 12-13        | Ersatte 21 Morbidelli |

### Resultat MotoGP
| Omgång | Bana                    | Segrare           | Segrarens mc | Tvåa              | Trea              | Pole position     | Snabbaste varv    | VM-ledare         |
| ------ | ----------------------- | ----------------- | ------------ | ----------------- | ----------------- | ----------------- | ----------------- | ----------------- |
| 1      | Losail                  | Maverick Viñales  | Yamaha       | Johann Zarco      | Francesco Bagnaia | Francesco Bagnaia | Maverick Viñales  | Maverick Viñales  |
| 2      | Losail                  | Fabio Quartararo  | Yamaha       | Johann Zarco      | Jorge Martín      | Francesco Bagnaia | Francesco Bagnaia | Johann Zarco      |
| 3      | Portimäo                | Fabio Quartararo  | Yamaha       | Francesco Bagnaia | Joan Mir          | Fabio Quartararo  | Álex Rins         | Fabio Quartararo  |
| 4      | Jerez                   | Jack Miller       | Ducati       | Francesco Bagnaia | Franco Morbidelli | Fabio Quartararo  | Fabio Quartararo  | Francesco Bagnaia |
| 5      | Le Mans Bugatti         | Jack Miller       | Ducati       | Johann Zarco      | Fabio Quartararo  | Fabio Quartararo  | Fabio Quartararo  | Fabio Quartararo  |
| 6      | Mugello                 | Fabio Quartararo  | Yamaha       | Miguel Oliveira   | Joan Mir          | Fabio Quartararo  | Johann Zarco      | Fabio Quartararo  |
| 7      | Catalunya               | Miguel Oliveira   | KTM          | Johann Zarco      | Jack Miller       | Fabio Quartararo  | Johann Zarco      | Fabio Quartararo  |
| 8      | Sachsenring             | Marc Márquez      | Honda        | Miguel Oliveira   | Fabio Quartararo  | Johann Zarco      | Marc Márquez      | Fabio Quartararo  |
| 9      | Assen                   | Fabio Quartararo  | Yamaha       | Maverick Viñales  | Joan Mir          | Maverick Viñales  | Fabio Quartararo  | Fabio Quartararo  |
| 10     | Red Bull Ring           | Jorge Martín      | Ducati       | Joan Mir          | Fabio Quartararo  | Jorge Martín      | Joan Mir          | Fabio Quartararo  |
| 11     | Red Bull Ring           | Brad Binder       | KTM          | Francesco Bagnaia | Jorge Martín      | Fabio Quartararo  | Jorge Martín      | Fabio Quartararo  |
| 12     | Silverstone             | Fabio Quartararo  | Yamaha       | Álex Rins         | Aleix Espargaró   | Pol Espargaró     | Fabio Quartararo  | Fabio Quartararo  |
| 13     | Aragón                  | Francesco Bagnaia | Ducati       | Marc Márquez      | Joan Mir          | Francesco Bagnaia | Marc Márquez      | Fabio Quartararo  |
| 14     | Misano                  | Francesco Bagnaia | Ducati       | Fabio Quartararo  | Enea Bastianini   | Francesco Bagnaia | Enea Bastianini   | Fabio Quartararo  |
| 15     | Circuit of the Americas | Marc Márquez      | Honda        | Fabio Quartararo  | Francesco Bagnaia | Francesco Bagnaia | Marc Márquez      | Fabio Quartararo  |
| 16     | Misano                  | Marc Márquez      | Honda        | Pol Espargaró     | Enea Bastianini   | Francesco Bagnaia | Francesco Bagnaia | Fabio Quartararo  |
| 17     | Portimäo                | Francesco Bagnaia | Ducati       | Joan Mir          | Jack Miller       | Francesco Bagnaia | Francesco Bagnaia | Fabio Quartararo  |
| 18     | Valencia                | Francesco Bagnaia | Ducati       | Jorge Martín      | Jack Miller       | Jorge Martín      | Francesco Bagnaia | Fabio Quartararo  |

### Mästerskapsställning MotoGP
Ställning i förarmästerskapet efter 18 av 18 Grand Prix.
1. Fabio Quartararo, 278 p. Klar världsmästare efter 16 race.
2. Francesco Bagnaia, 252 p.
3. Joan Mir, 208 p.
4. Jack Miller, 181 p.
5. Johann Zarco, 173 p.
6. Brad Binder, 151 p.
7. Marc Márquez, 142 p.
8. Aleix Espargaró, 120 p.
9. Jorge Martín, 111 p.
10. Maverick Viñales, 106 p.
11. Enea Bastianini, 102 p.
12. Pol Espargaró, 100 p.
13. Álex Rins, 99 p.
14. Miguel Oliveira, 94 p.
15. Takaaki Nakagami, 76 p.
16. Álex Márquez,  70 p.
17. Franco Morbidelli, 47 p.
18. Valentino Rossi, 44 p.
19. Luca Marini, 41 p.
20. Iker Lecuona, 39 p.
21. Danilo Petrucci, 37 p
22. Stefan Bradl, 14 p.

## Moto2
Inga större regeländringar i Moto2

### Startlista Moto2
Preiminär startlista 
| Nr | Förare                | Nation         | Team                           | Motorcykel | GP          | Anmärkning                 |
| -- | --------------------- | -------------- | ------------------------------ | ---------- | ----------- | -------------------------- |
| 2  | Alonso Lopez          | Spanien        | Speed Up Racing                | Boscoscuro | 7, 9        | Ersatte 5 Montella         |
| 2  | Alonso Lopez          | Spanien        | Pons HP 40                     | Kalex      | 8           | Ersatte 40 Garzó           |
| 5  | Yari Montella         | Italien        | Speed Up Racing                | Boscoscuro | 1-5, 10-18  |                            |
| 6  | Cameron Beaubier      | Spanien        | American Racing                | Kalex      | 1-18        |                            |
| 7  | Lorenzo Baldassarri   | Italien        | MV Agusta Forward Racing       | MV Agusta  | 1-8, 10-18  |                            |
| 9  | Jorge Navarro         | Spanien        | Speed Up Racing                | Boscoscuro | 1-18        |                            |
| 10 | Tommaso Marcon        | Italien        | MV Agusta Forward Racing       | MV Agusta  | 2, 4-6      | Ersatte 24 Corsi, wildcard |
| 10 | Tommaso Marcon        | Italien        | NTS RW Racing GP               | NTS        | 16          | Ersatte 55 Syharin         |
| 11 | Nicolo Bulega         | Italien        | Federal Oil Gresini Moto2      | Kalex      | 1-18        |                            |
| 12 | Thomas Lüthi          | Schweiz        | SAG Team                       | Kalex      | 1-18        |                            |
| 13 | Celestino Vietti      | Italien        | Sky Racing Team VR46           | Kalex      | 1-18        |                            |
| 14 | Tony Arbolino         | Italien        | Liqui Moly Intact GP           | Kalex      | 1-18        |                            |
| 16 | Joe Roberts           | USA            | Italtrans Racing Team          | Kalex      | 1-18        |                            |
| 18 | Manuel González       | Spanien        | MV Agusta Forward Racing       | MV Agusta  | 9           | Ersatte 7 Baldassarri      |
| 19 | Lorenzo Dalla Porta   | Italien        | Italtrans Racing Team          | Kalex      | 1-14        |                            |
| 20 | Dimmas Ekky Pratama   | Indonesien     | Pertamina Mandalika SAG Team   | Kalex      | 18          | Wildcard                   |
| 21 | Fabio Di Giannantonio | Italien        | Federal Oil Gresini Moto2      | Kalex      | 1-18        |                            |
| 22 | Sam Lowes             | Storbritannien | EG 0,0 Marc VDS                | Kalex      | 1-18        |                            |
| 23 | Marcel Schrötter      | Tyskland       | Liqui Moly Intact GP           | Kalex      | 1-18        |                            |
| 24 | Simone Corsi          | Italien        | MV Agusta Forward Racing       | MV Agusta  | 1, 4-18     |                            |
| 25 | Raúl Fernández        | Spanien        | Red Bull KTM Ajo               | Kalex      | 1-18        |                            |
| 27 | Mattia Casadei        | Italien        | Italtrans Racing Team          | Kalex      | 16          | Ersatte 19 Dalla Porta     |
| 29 | Talga Hada            | Japan          | Idemitsu Honda Team Asia       | Kalex      | 11          | Wildcard                   |
| 32 | Talga Hada            | Japan          | NTS RW Racing GP               | NTS        | 4           | Ersatte 70 Baltus          |
| 35 | Somkiat Chantra       | Thailand       | Pertamina Mandalika SAG Teluru | Kalex      | 11          | Wildcard                   |
| 37 | Augusto Fernández     | Spanien        | EG 0,0 Marc VDS                | Kalex      | 1-18        |                            |
| 40 | Héctor Garzó          | Spanien        | Pons HP 40                     | Kalex      | 1-18        |                            |
| 42 | Marcos Ramírez        | Spanien        | American Racing                | Kalex      | 1-18        |                            |
| 44 | Arón Canet            | Spanien        | Aspar Team                     | Boscoscuro | 1-18        |                            |
| 45 | Tetsuta Nagashima     | Japan          | Italtrans Racing Team          | Kalex      | 15-18       | Ersatte 19 Dalla Porta     |
| 54 | Fermín Aldeguer       | Spanien        | Speed Up Racing                | Boscoscuro | 6, 8        | Ersatte 5 Montella         |
| 55 | Hafizh Syahrin        | Malaysia       | NTS RW Racing GP               | NTS        | 1-15, 17-18 |                            |
| 62 | Stefano Manzi         | Italien        | Pons HP40                      | Kalex      | 1-18        |                            |
| 64 | Bo Bendsneyder        | Nederländerna  | SAG Team                       | Kalex      | 1-18        |                            |
| 70 | Barry Baltus          | Belgien        | NTS RW Racing GP               | NTS        | 1, 5-18     |                            |
| 72 | Marco Bezzecchi       | Italien        | Sky Racing Team VR46           | Kalex      | 1-18        |                            |
| 74 | Piotr Biesiekirski    | Polen          | SAG Team                       | Kalex      | 7, 17       | Wildcard                   |
| 75 | Albert Arenas         | Spanien        | Aspar Team                     | Boscoscuro | 1-18        |                            |
| 77 | Miquel Pons           | Spanien        | MV Agusta Forward Racing       | MV Agusta  | 3           | Ersatte 24 Corsi           |
| 79 | Ai Ogura              | Japan          | Idemitsu Honda Team Asia       | Kalex      | 1-17        |                            |
| 81 | Keminth Kubo          | Thailand       | VR46 Master Camp Team          | Kalex      | 7           | Wildcard                   |
| 87 | Remy Gardner          | Australien     | Red Bull KTM Ajo               | Kalex      | 1-18        |                            |
| 89 | Fraser Rogers         | Storbritannien | NTS RW Racing GP               | NTS        | 3           | Ersatte 70 Baltus          |
| 96 | Jake Dixon            | Storbritannien | Petronas Sprinta Racing        | Kalex      | 1-18        |                            |
| 97 | Xavi Vierge           | Spanien        | Petronas Sprinta Racing        | Kalex      | 1-18        |                            |

### Resultat Moto2
| Omgång | Bana                    | Segrare               | Segrarens mc | Tvåa                  | Trea                  | Pole position   | Snabbaste varv    | VM-ledare    |
| ------ | ----------------------- | --------------------- | ------------ | --------------------- | --------------------- | --------------- | ----------------- | ------------ |
| 1      | Losail                  | Sam Lowes             | Kalex        | Remy Gardner          | Fabio Di Giannantonio | Sam Lowes       | Marco Bezzecchi   | Sam Lowes    |
| 2      | Losail                  | Sam Lowes             | Kalex        | Remy Gardner          | Raúl Fernández        | Sam Lowes       | Sam Lowes         | Sam Lowes    |
| 3      | Portimäo                | Raúl Fernández        | Kalex        | Arón Canet            | Remy Gardner          | Sam Lowes       | Raúl Fernández    | Remy Gardner |
| 4      | Jerez                   | Fabio Di Giannantonio | Kalex        | Marco Bezzecchi       | Sam Lowes             | Remy Gardner    | Sam Lowes         | Remy Gardner |
| 5      | Le Mans Bugatti         | Raúl Fernández        | Kalex        | Remy Gardner          | Marco Bezzecchi       | Remy Gardner    | Jorge Navarro     | Remy Gardner |
| 6      | Mugello                 | Remy Gardner          | Kalex        | Raúl Fernández        | Marco Bezzecchi       | Raúl Fernández  | Sam Lowes         | Remy Gardner |
| 7      | Catalunya               | Remy Gardner          | Kalex        | Raúl Fernández        | Xavi Vierge           | Remy Gardner    | Raúl Fernández    | Remy Gardner |
| 8      | Sachsenring             | Remy Gardner          | Kalex        | Arón Canet            | Marco Bezzecchi       | Raúl Fernández  | Remy Gardner      | Remy Gardner |
| 9      | Assen                   | Raúl Fernández        | Kalex        | Remy Gardner          | Augusto Fernández     | Raúl Fernández  | Raúl Fernández    | Remy Gardner |
| 10     | Red Bull Ring           | Marco Bezzecchi       | Kalex        | Arón Canet            | Augusto Fernández     | Remy Gardner    | Marco Bezzecchi   | Remy Gardner |
| 11     | Red Bull Ring           | Raúl Fernández        | Kalex        | Ai Ogura              | Augusto Fernández     | Sam Lowes       | Somkiat Chantra   | Remy Gardner |
| 12     | Silverstone             | Remy Gardner          | Kalex        | Marco Bezzecchi       | Jorge Navarro         | Marco Bezzecchi | Jorge Navarro     | Remy Gardner |
| 13     | Aragón                  | Raúl Fernández        | Kalex        | Remy Gardner          | Augusto Fernández     | Sam Lowes       | Raúl Fernández    | Remy Gardner |
| 14     | Misano                  | Raúl Fernández        | Kalex        | Remy Gardner          | Arón Canet            | Raúl Fernández  | Raúl Fernández    | Remy Gardner |
| 15     | Circuit of the Americas | Raúl Fernández        | Kalex        | Fabio Di Giannantonio | Marco Bezzecchi       | Raúl Fernández  | Raúl Fernández    | Remy Gardner |
| 16     | Misano                  | Sam Lowes             | Kalex        | Augusto Fernández     | Arón Canet            | Sam Lowes       | Augusto Fernández | Remy Gardner |
| 17     | Portimäo                | Remy Gardner          | Kalex        | Raúl Fernández        | Sam Lowes             | Raúl Fernández  | Cameron Beaubier  | Remy Gardner |
| 18     | Valencia                | Raúl Fernández        | Kalex        | Fabio Di Giannantonio | Augusto Fernández     | Simone Corsi    | Raúl Fernández    | Remy Gardner |

### Mästerskapsställning Moto2
Ställning i förarmästerskapet efter 17 av 18 Grand Prix.
1. Remy Gardner, 305 p.
2. Raúl Fernández, 282 p.
3. Marco Bezzecchi, 214 p.
4. Sam Lowes, 181 p.
5. Augusto Fernández, 158 p.
6. Arón Canet, 153 p.
7. Fabio Di Giannantonio, 141 p.
8. Ai Ogura, 120 p.
9. Jorge Navarro, 98 p.
10. Marcel Schrötter, 91 p.
11. Xavi Vierge, 83 p.
12. Celestino Vietti, 76 p.
13. Joe Roberts, 59 p.
14. Tony Arbolino, 51 p.
15. Cameron Beaubier, 50 p.
16. Bo Bendsneyder, 46 p.
17. Somkiat Chantra, 37 p.
18. Marcos Ramírez, 37 p.

## Moto3

### Startlista Moto3
| Nr | Förare             | Nation         | Team                             | Motorcykel | GP       | Anmärkning           |
| -- | ------------------ | -------------- | -------------------------------- | ---------- | -------- | -------------------- |
| 2  | Gabriel Rodrigo    | Argentina      | Team Gresini Moto3               | Honda      | 1-14,    |                      |
| 5  | Jaume Masiá        | Spanien        | Red Bull KTM Ajo                 | KTM        | 1-       |                      |
| 6  | Ryusei Yamanaka    | Japan          | CarXpert PruestelGP              | KTM        | 1-       |                      |
| 7  | Dennis Foggia      | Italien        | Leopard Racing                   | Honda      | 1-       |                      |
| 11 | Sergio García      | Spanien        | Aspar Team                       | Gas Gas    | 1-15     |                      |
| 12 | Filip Salac        | Tjeckien       | Rivacold Snipers Team            | Honda      | 1-8      |                      |
| 12 | Filip Salac        | Tjeckien       | CarXpert PruestelGP              | KTM        | 10-      |                      |
| 16 | Andrea Migno       | Italien        | Rivacold Snipers Team            | Honda      | 1-       |                      |
| 17 | John McPhee        | Storbritannien | Petronas Sprinta Racing          | Honda      | 1-       |                      |
| 19 | Andi Farid Izdihar | Malaysia       | Honda Team Asia                  | Honda      | 1-       |                      |
| 20 | Lorenzo Fellon     | Frankrike      | Sic58 Squadra Corse              | Honda      | 1-       |                      |
| 22 | Elia Bartolini     | Italien        | Team Bardahl VR46 Riders Academy | KTM        | 6        | Wildcard             |
| 22 | Elia Bartolini     | Italien        | Reale Avintia Moto3              | KTM        | 7-9      | Ersatte 99 Tatay     |
| 22 | Elia Bartolini     | Italien        | Reale Avintia Moto3              | KTM        | 11       | Ersatte 23 Antonelli |
| 23 | Niccolò Antonelli  | Italien        | Reale Avintia Moto3              | KTM        | 1-10     |                      |
| 24 | Tatsuki Suzuki     | Japan          | Sic58 Squadra Corse              | Honda      | 1-       |                      |
| 27 | Kaito Toba         | Japan          | CIP Green Power                  | KTM        | 1-       |                      |
| 28 | Izan Guevara       | Spanien        | Aspar Team                       | Gas Gas    | 1-       |                      |
| 31 | Adrián Fernández   | Spanien        | Sterilgarda Max Racing Team      | Husqvarna  | 1-       |                      |
| 32 | Takuma Matsuyama   | Japan          | Honda Team Asia                  | Honda      | 5, 9     | Wildcard             |
| 32 | Takuma Matsuyama   | Japan          | Honda Team Asia                  | Honda      | 6        | Ersatte 92 Kunii     |
| 37 | Pedro Acosta       | Spanien        | Red Bull KTM Ajo                 | KTM        | 1-       |                      |
| 38 | David Salvador     | Italien        | Rivacold Snipers Team            | Honda      | 10-11    | Ersatte 67 Surra     |
| 40 | Darryn Binder      | Sydafrika      | Petronas Sprinta Racing          | Honda      | 1-       |                      |
| 43 | Xavier Artigas     | Spanien        | Leopard Racing                   | Honda      | 1-       |                      |
| 50 | Jason Dupasquier†  | Schweiz        | CarXpert PruestelGP              | KTM        | 1-6      | Avled efter olycka   |
| 52 | Jeremy Alcoba      | Spanien        | Team Gresini Moto3               | Honda      | 1-       |                      |
| 53 | Deniz Öncü         | Turkiet        | Red Bull KTM Tech 3              | KTM        | 1-15     |                      |
| 54 | Riccardo Rossi     | Italien        | BOE Skull Rider Facile Energy    | KTM        | 1-       |                      |
| 55 | Romano Fenati      | Italien        | Sterilgarda Max Racing Team      | Husqvarna  | 1-       |                      |
| 64 | Mario Aji          | Indonesien     | Honda Team Asia                  | Honda      | 16       | Wildcard             |
| 66 | Joel Kelso         | Österrike      | CIP Green Power                  | KTM        | 8-9      | Ersatte 73 Kofler    |
| 67 | Alberto Surra      | Italien        | Team Bardahl VR46 Riders Academy | KTM        | 6        | Wildcard             |
| 67 | Alberto Surra      | Italien        | Rivacold Snipers Team            | Honda      | 9, 12-   | Ersatte 12 Salac     |
| 71 | Ayumu Sasaki       | Japan          | Red Bull KTM Tech 3              | KTM        | 1-7, 10- |                      |
| 73 | Maximilian Kofler  | Österrike      | CIP Green Power                  | KTM        | 1-6, 10- |                      |
| 80 | David Alonso       | Colombia       | Aspar Team                       | Gas Gas    | 16       | Ersatte 11 García    |
| 82 | Stefano Nepa       | Italien        | BOE Skull Rider Facile Energy    | KTM        | 1-       |                      |
| 92 | Yuki Kunii         | Japan          | Honda Team Asia                  | Honda      | 1-       |                      |
| 96 | Daniel Holgado     | Spanien        | CIP Green Power                  | KTM        | 7        | Ersatte 73 Kofler    |
| 96 | Daniel Holgado     | Spanien        | Red Bull KTM Tech 3              | KTM        | 16       | Ersatte 53 Öncu      |
| 99 | Carlos Tatay       | Spanien        | Reale Avintia Moto3              | KTM        | 1-6, 10- |                      |

### Resultat Moto3
| Omgång | Bana                    | Segrare        | Segrarens mc | Tvåa              | Trea              | Pole position     | Snabbaste varv | VM-ledare    |
| ------ | ----------------------- | -------------- | ------------ | ----------------- | ----------------- | ----------------- | -------------- | ------------ |
| 1      | Losail                  | Jaume Masiá    | KTM          | Pedro Acosta      | Darryn Binder     | Darryn Binder     | Xavier Artigas | Jaume Masia  |
| 2      | Losail                  | Pedro Acosta   | KTM          | Darryn Binder     | Niccolò Antonelli | Jaume Masia       | Stefano Nepa   | Pedro Acosta |
| 3      | Portimäo                | Pedro Acosta   | KTM          | Dennis Foggia     | Andrea Migno      | Gabriel Rodrigo   | Andrea Migno   | Pedro Acosta |
| 4      | Jerez                   | Pedro Acosta   | KTM          | Romano Fenati     | Jeremy Alcoba     | Tatsuki Suzuki    | Izan Guevara   | Pedro Acosta |
| 5      | Le Mans Bugatti         | Sergio García  | Gasgas       | Filip Salac       | Riccardo Rossi    | Andrea Migno      | Riccardo Rossi | Pedro Acosta |
| 6      | Mugello                 | Dennis Foggia  | Honda        | Jaume Masia       | Gabriel Rodrigo   | Tatsuki Suzuki    | Sergio García  | Pedro Acosta |
| 7      | Catalunya               | Sergio García  | Gasgas       | Jeremy Alcoba     | Deniz Öncü        | Gabriel Rodrigo   | Darryn Binder  | Pedro Acosta |
| 8      | Sachsenring             | Pedro Acosta   | KTM          | Kaito Toba        | Dennis Foggia     | Filip Salac       | Jaume Masia    | Pedro Acosta |
| 9      | Assen                   | Dennis Foggia  | Honda        | Sergio García     | Romano Fenati     | Jeremy Alcoba     | Pedro Acosta   | Pedro Acosta |
| 10     | Red Bull Ring           | Pedro Acosta   | KTM          | Sergio García     | Romano Fenati     | Deniz Öncü        | Darryn Binder  | Pedro Acosta |
| 11     | Red Bull Ring           | Sergio García  | Gasgas       | Deniz Öncü        | Dennis Foggia     | Romano Fenati     | Izan Guevara   | Pedro Acosta |
| 12     | Silverstone             | Romano Fenati  | Husqvarna    | Niccolo Antonelli | Dennis Foggia     | Romano Fenati     | Izan Guevara   | Pedro Acosta |
| 13     | Aragón                  | Dennis Foggia  | Honda        | Deniz Öncü        | Ayumu Sasaki      | Darryn Binder     | Izan Guevara   | Pedro Acosta |
| 14     | Misano                  | Dennis Foggia  | Honda        | Niccolò Antonelli | Andrea Migno      | Romano Fenati     | Romano Fenati  | Pedro Acosta |
| 15     | Circuit of the Americas | Izan Guevara   | Gasgas       | Dennis Foggia     | John McPhee       | Jaume Masiá       | Tatsuki Suzuki | Pedro Acosta |
| 16     | Misano                  | Dennis Foggia  | Honda        | Jaume Masiá       | Pedro Acosta      | Niccolò Antonelli | Andrea Migno   | Pedro Acosta |
| 17     | Portimäo                | Pedro Acosta   | KTM          | Andrea Migno      | Niccolò Antonelli | Sergio García     | Jaume Masiá    | Pedro Acosta |
| 18     | Valencia                | Xavier Artigas | Honda        | Sergio García     | Jaume Masiá       | Pedro Acosta      | Xavier Artigas | Pedro Acosta |

### Mästerskapsställning Moto3
Ställning i förarmästerskapet efter 14 av 18 Grand Prix.
1. Pedro Acosta, 210 p.
2. Dennis Foggia, 168 p.
3. Sergio García, 168 p.
4. Romano Fenati, 134 p.
5. Jaume Masiá, 122 p.
6. Niccolò Antonelli, 118 p.
7. Darryn Binder, 114 p.
8. Ayumu Sasaki, 93 p.
9. Andrea Migno, 84 p.
10. Izan Guevara, 76 p.
11. Deniz Öncü, 73 p.
12. Kaito Toba, 64 p.
13. Tatsuki Suzuki, 62 p.
14. Jeremy Alcoba, 60 p.
15. Gabriel Rodrigo, 60 p.
16. John McPhee, 56 p.
17. Filip Salac, 46 p.
18. Ryusei Yamanaka, 42 p.

## Övriga VM-klasser
FIM delar ut världsmästerskap i fem klasser utöver de tre Grand Prix-klasserna: Superbike, Supersport, Supersport 300, Endurance och Sidvagn.

### Endurance
Endurance-VM 2021 började 12-13 juni med klassiska Le Mans 24-timmars. Därefter 12-timmars på Estoril 17 juli, den klassiska 24-timmars tävlingen Bol d'Or  17-18 september och avslutades med 6-timmarsracet på tjeckiska Most 9 oktober. Suzuka 8-timmars ställdes in på grund av covidrestriktioner. Världsmästare för stall blev det franska Suzuki-teametYoshimura SERT Motul med förarna Gregg Black, Xavier Simeon, och Sylvain Guintoli. Yamaha vann dock konstruktörsmästerskapet.
Slutställning
1. Yoshimura SERT Motul, 175,5 p.
2. BMW MotorradWord Endurance Team, 133 p.
3. Webakie SRC Kawasaki FRance Trickstar, 115,5 p.
4. VRD Igol Experiences, 105 p.
5. F.C.C TSR Honda France, 91 p.
6. YART Yamaha, 88 p.